# Ferdinand Alexander Porsche
Ferdinand Alexander Porsche, soprannominato Butzi, (Stoccarda, 11 dicembre 1935 – Salisburgo, 5 aprile 2012) è stato un ingegnere, progettista, manager e designer tedesco naturalizzato austriaco, figlio di Ferry Porsche e nipote di Ferdinand Porsche.

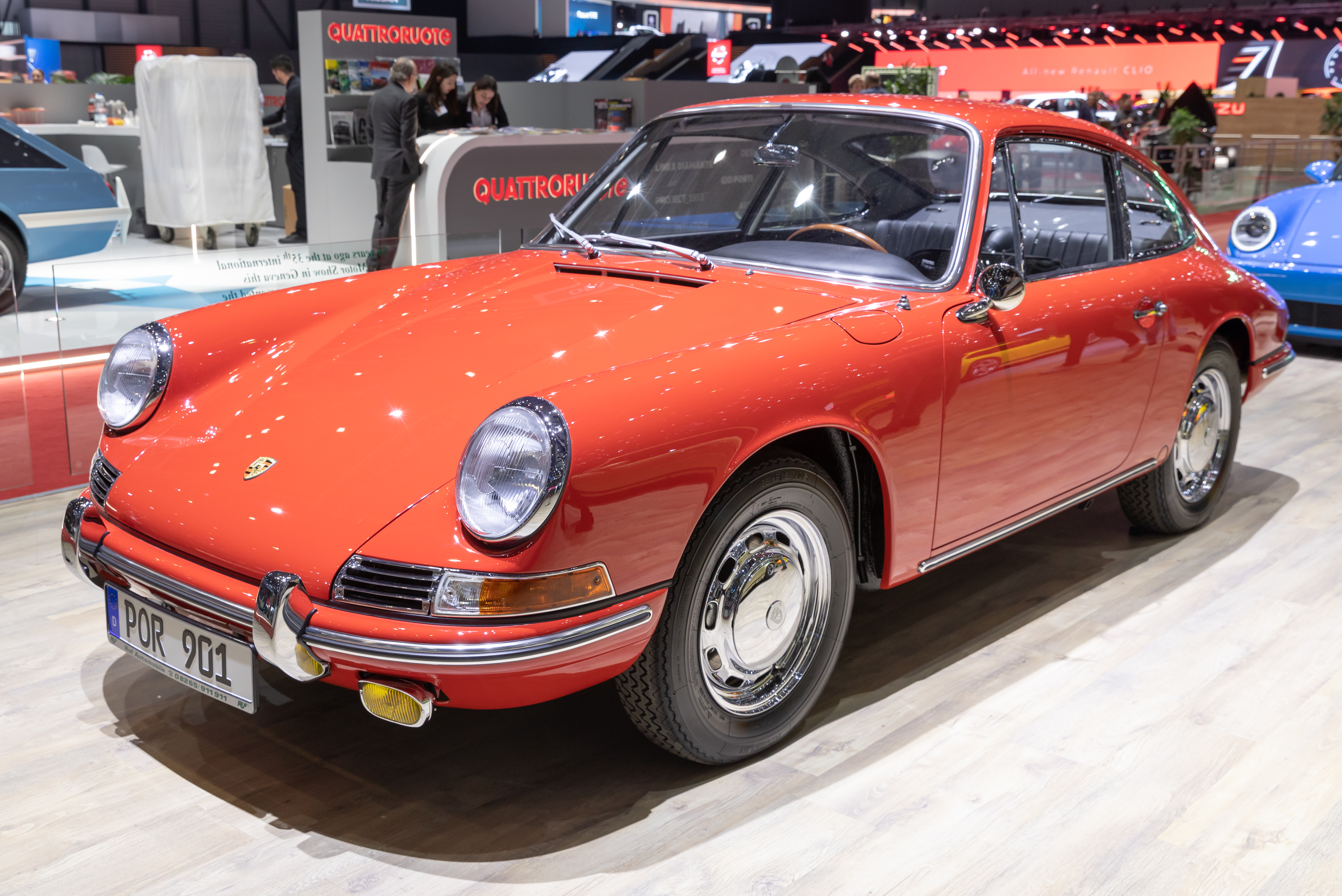
Porsche 901

Il suo progetto più noto fu quello della prima Porsche 911.

## Biografia

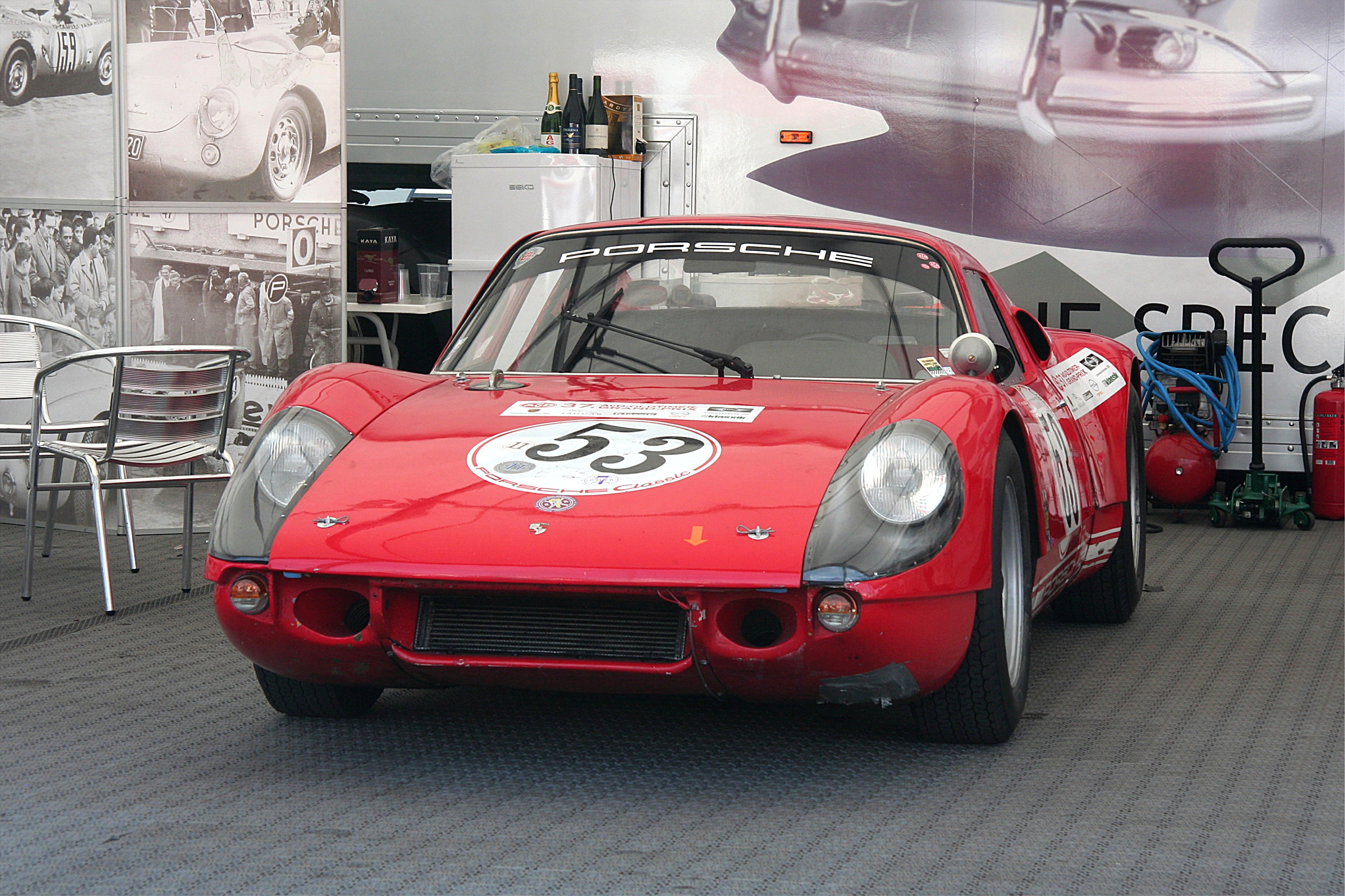
Porsche 904

Durante la sua infanzia trascorse molto tempo nell'ufficio di progettazione e nelle officine di sviluppo di suo nonno Ferdinand Porsche. Nel 1943, la sua famiglia si trasferì insieme all'azienda in Austria, dove frequentò la scuola a Zell am See.
Dopo essere tornato a Stoccarda nel 1950, frequentò la Waldorf Free School. Dopo la laurea, si iscrisse alla Ulm Graduate School of Design (Hochschule für Gestaltung).
Nel 1958 iniziò a lavorare nell'ufficio di progettazione di quella che allora era la Dr. Ing. hc F. Porsche KG. Nel 1962 assunse la direzione del centro stile Porsche, creando un anno dopo la Porsche 901 (che poi verrà chiamata 911). Nel 1963 disegnò anche la Porsche 904, una vettura da competizione.

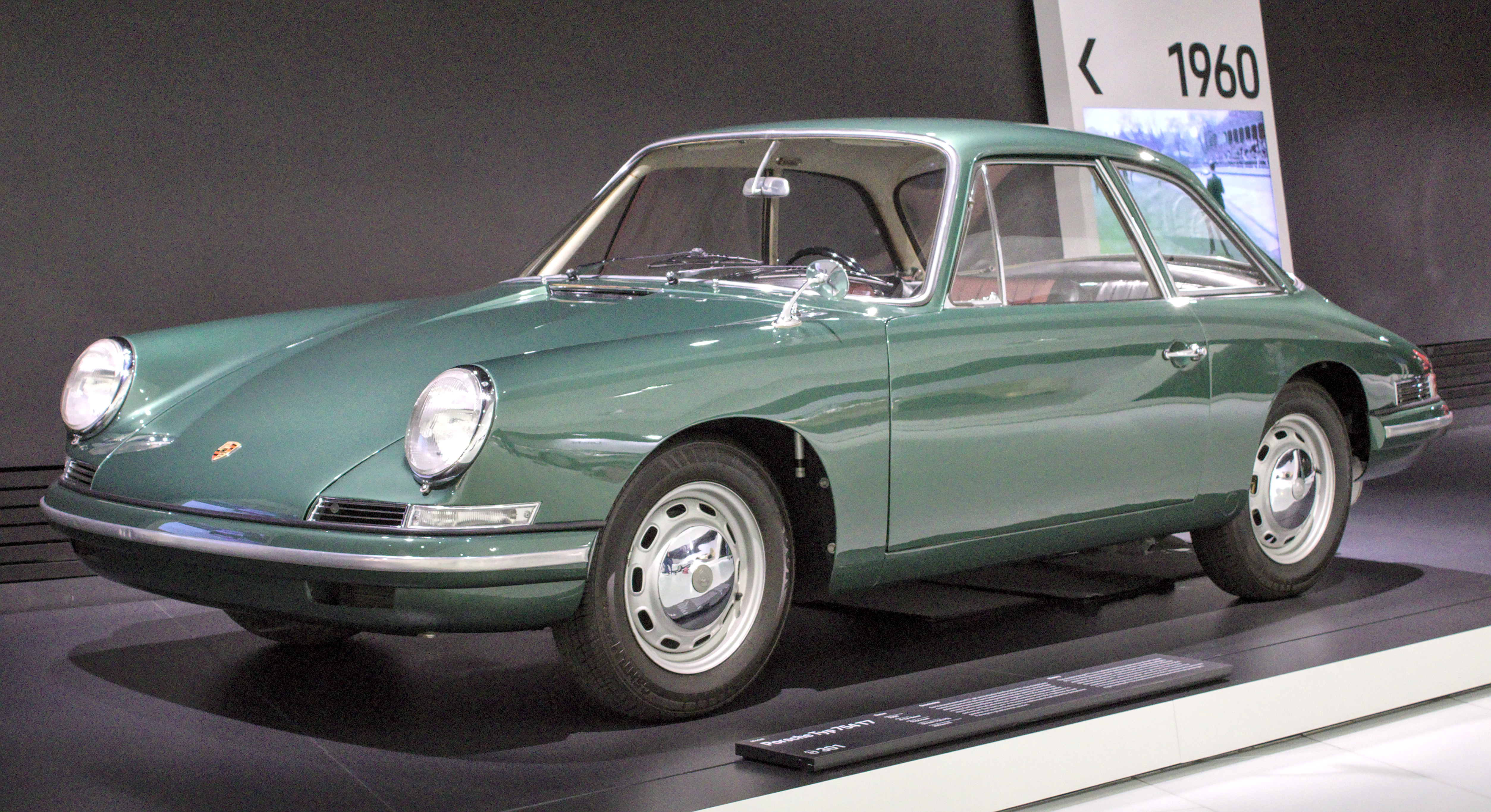
Porsche 754 T7

Nel 1972 fondò lo studio Porsche Design a Stoccarda. Lo studio si trasferì nel 1974 a Zell am See, la città austriaca dove Butzi trascorse la sua infanzia.
Morì il 5 aprile 2012 all'età di 76 anni.

## Modelli disegnati/progettati
- Porsche 901
- Porsche 911
- Porsche 904[10]
- Porsche 754 T7